# Luisa Casagemas
Luisa Casagemas Coll (Barcelona, 1863-c. 1942) fue una compositora, violinista y cantante de los siglos XIX y mitad del XX. También fue una de las primeras mujeres compositoras de ópera en Cataluña.

## Biografía
Hija de Manuel Casagemas i Labrós, natural de Granollers, y de Neus Coll i Vendrell, de Sitges. Su padre fue vicecónsul de Suecia, Noruega y Estados Unidos de América, también fue administrador del Banco de Catalunya.Entre sus cuatro hermanos, se encuentra el pintor Carlos Casagemas.
Comenzó los estudios musicales a la edad de nueve años. Estudió armonía y composición con Francisco de Paula Sánchez Gavagnach, canto con Giovannina Bardelli y violín con Agustí Torelló en Barcelona. Se inició en la composición, siendo muy joven. Entre los 16 y 18 años compuso Schiava e regina, ópera en tres actos con libreto de José Barret. Esta obra fue premiada en la Exposición Universal de Chicago de 1892 y debía estrenarse en el Gran Teatro del Liceo durante 1893, un hecho completamente excepcional en la época. Sin embargo, ese estreno fue frustrado por el atentado anarquista del 7 de noviembre. Dos años después, en 1894, se estrenaron varios fragmentos en el Palacio Real de Madrid ante la familia real. Otra parte se representó en el Gran Teatro del Liceo, bajo la dirección de su maestro Sánchez Gavagnach.
En 1893 la Orquesta Catalana de Conciertos estrenó su obra sinfónica Crepúsculo en el Teatro Lírico de Barcelona. 
Cantó y tocó en algunas veladas celebradas en casa de Emilia Pardo Bazán, en Madrid. En 1896 contrajo matrimonio con Enrique de Sorarrain Milans del Bosch, miembro de la burguesía y promotor de actividades deportivas, y desapareció de la vida pública. En 1924 enviudó y retomó la actividad musical. Fue profesora de violín en el Fomento del Arte Lírico de Barcelona.

## Obras
Compuso alrededor de 110 piezas para canto y piano, 12 para piano, 17 para varios instrumentos y algunas óperas. También compuso música sacra e instrumental, y algunas canciones. Entre sus obras se encuentran:
- Schiava e regina, ópera (1879–1881). Letra de José Barret.[9]Dedicada a la Marquesa de Comillas.[10]

- Crepusculo (1893)
- Aire de danza
- Aires de Cataluña (ed. 1931)
- Amor de patria
- La complanta de la lluna
- Enyorament
- Arroyito=Rierol. Letra: Miguel A. Camino
- Ave María
- Ave verum
- Barcarola, op. 216. Letra: Jaume Collell
- La bergeronnette (La nevatilla), op. 230 (ed. 1929)
- I briganti. Letra: Andrea Maffei. Basada en Die Räuber de Friedrich Schiller.
- Cançó de bressol, op. 159
- Cançó de mar. Letra: Joaquim Maria de Nadal
- Compassió. Letra: Aniceto de Pagès
- O dolce bacio
- Les dos flors, op. 186
- Es mi niña tan bonita
- Esbarjos, op. 231. Letra: Apeles Mestres
- Esperança
- Fí de curs
- La fioraja (ed. 1890)
- Flor de almendro
- Gentil pageseta. Letra: N. Llopis
- Gran fantasía sobre "Los amantes de Teruel"[11]
- Granadina
- Insistencia (ed. 1891)
- Íntima
- Lágrimas. Dedicada a Carmen de Satrústegui.[12]
- Il lamento de la Chiesa Ballata (1893?). Letra: Giovannina Papa
- Mattinata napoletana. Letra: Enrico Golisciani
- Missatge. Letra: R. Puig y Duran
- Montserrat, op. 227. Letra: N. Llopis
- Muñequita Lenci, op. 269
- Nadal! (1907) Letra: Jacinto Verdaguer
- Noche estrellada
- Nulla!. Letra: Enrico Golisciani
- Panis angelicus
- Parmi les roses
- Perquè t'estimo tant. Letra: Josep Carner
- Il pescatore di coralli (ed. 1891). Letra: Achille de Lauzières
- Pie Jesú
- ¡Prega per mi!. Letra: Francesc Matheu
- Rendimi il core! [sic]. Letra: Enrico Golisciani
- Rialla d'abril
- La rosa blanca, tango
- Suono lontano. Letra: Enrico Golisciani
- Tu mi salvasti, amor